# Verònica Andrés
Verònica Andrés (Tavernes de la Valldigna, 1969) és una actriu valenciana que ha destacat a l'àmbit teatral tot i que ha aparegut en sèries de televisió valencianes.
Llicenciada en Art Dramàtic en l'Escola Superior de València (1999) s'inicia en el món de la interpretació de la mà de la companyia Albena Teatre amb qui obté gran èxit amb espectacles com Besos (1999-2005) o Spot (2002-2004) que li permeteren realitzar gires de llarga durada i per diversos teatres del País Valencià i Espanya. El 2005 inicia una nova etapa de la mà de la dramaturga Eva Zapico amb qui treballà en obres com Galgos (2005), Lilith (2006), Merteuil (2007) i La mujer de amianto (2008).
El 2012 crea amb l'actor Álvaro Báguena la companyia Bonanza T amb que muntaren Pervertimento (2012) de José Sanchis Sinisterra i després Querencia (2013) de Paco Zarzoso i sota la direcció de Carles Sanjaime.
Les aparicions en sèries de televisió són puntuals, a capítols de Negocis de familia (2006), Maniàtics (2007), Les moreres (2007) i L’Alqueria Blanca (2007). El 2022 va protagonitzar la sèrie Després de tu coproduïda per À Punt, TV3 i IB3 al costat de Sergio Caballero.